# 環形真綏蟎
環形真綏蟎（Euseius circellatus）為植綏蟎科真綏蟎屬下的一個種。

## 物種描述
雌蟲背板（Dorsal shield）光滑，外側有網狀紋路。背毛（setae）19對，柔順，除z5有些微鋸齒。背板上可見六對孔（solenostomes），氣門溝（Peritreme）於延伸至z2位置。胸板有三對綱毛，毛旁有小孔。腹肛板成花瓶狀，上有三對肛前毛，每對毛旁皆有小孔。螯肢上動趾一齒，定趾五齒。受精囊盞成漏斗狀。第四對足有三對刺毛（macrosetae），第二對足膝節有七條綱毛。
雄蟲腹肛板有三對肛前毛，擔精趾（Spermatodactyl）成U狀。

## 分布及棲地
本種分布於台灣、中國南部、海南、印尼蘇門答臘。